# Діастереотопія
Діастереотопія (рос. диастереотопия, англ. diastereotopism) — стереохімічна ситуація, коли атоми чи групи займають енантіотопні положення в уже хіральних молекулах: заміна одного або обох таких діастереотопних атомів чи груп на якісь інші веде до діастереомерів. Діастереотопними є атоми H метиленової групи бутанолу-2, атоми флуору в CF2Br–CHBrCl, а також пари однакових атомів чи груп R в етиленових сполуках R2C=CR'R". Діастереотопними можуть бути й вільні електронні пари й навіть сторони подвійного зв'язку (наприклад, правило Прелоґа). Діастереотопію вдається спостерігати у фізико-хімічному експерименті (приміром, у спектрах ПМР за різницею хімзсувів: метиленові атоми H у метакриловій кислоті відрізняються на 0.85 м ч.) або й хімічно — за швидкостями реакцій з ахіральними реагентами.
Діастереотопні атоми (групи) — структурно еквівалентні атоми чи групи в молекулі, які не пов'язані елементами симетрії і розташовані так, що послідовна заміна кожного з них третьою групою веде до утворення діастереомеру. Вони відрізняються між собою як у хіральному, так і в ахіральному оточеннях (реагують, зокрема, з різними швидкостями з ахіральними реагентами, відрізняються в спектрах ПМР). Наприклад, атоми H групи CH2 у 2-хлор-бутані, або два атоми H метиленової групи С-3 у сполуці. Такі атоми чи групи можуть бути гемінальними або відноситись до різних атомів. Молекули, які належать до будь-якої точкової групи, крім С∞ і D∞, можуть мати діастереомерні пари груп.